# Lego Dimensions
Lego Dimensions — це пригодницька відеогра кросовер платформер в тематиці Lego, розроблена Traveller's Tales та видана Warner Bros. Interactive Entertainment, для PlayStation 4, PlayStation 3, Xbox One, Xbox 360 та Wii U. Вона відповідає формату Toys-to-life, в тому сенсі, що гравець має Lego мініфігурки та ігрову панель, на якій можна грати в самій грі, де представлені персонажі та оточення з більш ніж 30 різних франшиз. Стартовий пакет, що містив гру, USB-накопичувач і три Lego мініфігурки, був випущений у вересні 2015 року, тоді як додаткові пакети рівнів і персонажів були випущені протягом наступних двох років.

## Ігровий процес
Lego Dimensions має ідентичний стиль ігрового процесу, що й попередні відеоігри Lego, розроблені Traveller's Tales, в яких до двох гравців можуть керувати Lego мініфігурками, заснованими на різних представлених франшизах. Гравці просуваються лінійними рівнями, використовуючи здібності своїх персонажів, щоб вирішувати головоломки, перемагати ворогів, збирати колекційні предмети, зокрема міні-комплекти, персонажів в небезпеці, золоті цеглинки, і намагатися досягти кінця рівня. Персонажі вводяться в гру шляхом розміщення відповідних мініфігурок на USB-накопичувачі, причому кожен персонаж володіє унікальними здібностями, які можуть бути використані для вирішення головоломок або досягнення прихованих зон. Використання персонажа з певної франшизи також відкриває доступ до Світу пригод цієї франшизи — відкритого світу, який гравці можуть досліджувати та виконувати ігрові завдання.
Стартовий набір містить ігрову панель та 14-рівневу основну сюжетну кампанію, яка розгортається навколо Бетмена, Гендальфа та Вайлдстайла, тоді як додаткові рівні можна отримати, придбавши Пакети рівнів та Пакети історій. Окрім мініфігурок, гравці також можуть створювати моделі транспортних засобів, таких як Бетмобіль, Тардіс, Машина «Таємниця» або DeLorean, і вводити їх у гру, щоб персонажі могли ними керувати. Виконання завдань на рівнях і в пригодницьких світах винагороджуватиме гравців золотими цеглинками, які можна використовувати для модернізації транспортних засобів і надання їм нових здібностей. Кожен світ пригод також містить червону цеглину, яку гравці можуть знайти, щоб розблокувати спеціальні бонуси, такі як візуальні модифікатори для персонажів або додаткова допомога у пошуку колекційних предметів. На відміну від таких серій, як Skylanders, Disney Infinity та Amiibo, мініфігурки, транспортні засоби та USB-накопичувач зроблені зі справжніх деталей Lego і можуть бути вільно зібрані та модифіковані.
Усі мініфігурки та транспортні засоби можна використовувати на будь-якому доступному рівні, хоча для входу до цих рівнів чи світів необхідно мати певні фігурки. Незабаром після запуску гри було додано додаткову функцію «Найняти героя», яка дозволяє гравцям платити ігрову валюту, щоб тимчасово викликати персонажів, яких вони не мають, щоб завершити недоступну в інший спосіб головоломку. На другий рік випуску контенту в грі також з'явився змагальний багатокористувацький режим у вигляді бойових арен, що дозволяє до чотирьох гравців змагатися в таких режимах, як Захоплення прапора. Золоті цеглинки можна використовувати для придбання нових бонусів для бойових арен. Певні набори також містять ексклюзивні можливості; наприклад, набір рівнів Midway Arcade розблоковує ігрові емуляції понад 20 аркадних ігор Midway, а набір Teen Titans Go! розблоковує ексклюзивний епізод серіалу на тему Lego, який можна переглянути в грі.

### Набори
Окрім стартового набору, «Lego Dimensions» пропонує широкий вибір наборів, розділених на чотири категорії: сюжетні набори, набори рівнів, командні набори та розважальні набори. Пакети другого року випуску гри (вересень 2016-17) також відкривають бойові арени Adventure World Battle Arenas, змагальні багатокористувацькі зони для чотирьох гравців, тематично пов'язані з відповідною франшизою кожної фігурки.
Сюжетні набори додають до гри шість нових рівнів заснованих на представлених франшизах; ці рівні переказують історію відповідного сюжету, а персонажі з інших франшиз з'являються в них час від часу. До набору також входять один або два персонажі, транспортний засіб або гаджет, а також новий дизайн воріт для ігрового майданчика. Кожен сюжетний набір також відкриває новий наріжний камінь для порталу, що надає додаткові можливості.

### Франшизи
У грі представлені персонажі та світи з тридцяти різних франшиз. Нижче наведено повний перелік франшиз доступних в грі:

#### Рік 1
- DC Comics
- Володар перснів
- Lego Фільм
- Чарівник країни Оз
- Сімпсони
- Ninjago
- Доктор Хто
- Назад у майбутнє
- Portal
- Мисливці на привидів
- Midway Arcade
- Скубі-Ду
- Парк Юрського періоду
- Legends of Chima

#### Рік 2
- Мисливці на привидів (2016)
- Час пригод
- Місія нездійсненна
- Гаррі Поттер
- Команда А
- Фантастичні звірі
- Sonic the Hedgehog
- Гремліни
- Іншопланетянин
- Lego Фільм: Бетмен
- Бовдури
- Lego City
- Knight Rider
- Юні титани, вперед!
- The Powerpuff Girls
- Бітлджюс

У грі також з'являються персонажі та персонажі з інших франшиз, зокрема HAL 9000 з серії Космічна Одіссея, S.T.A.R. Labs з серіалу Флеш, Бедрок з Флінстоунів, сімейна кімната з «Джетсонів» та корабель ДНК з «Червоного карлика». На відміну від інших серій, таких як Skylanders та Disney Infinit, Lego Dimensions дозволяє всім фігуркам бути сумісними з існуючою грою, замість того, щоб випускати продовження.

## Сюжет
Arriving on Foundation Prime, a shapeshifting planet located in the center of the Lego multiverse, Lord Vortech (Gary Oldman), a being who has the power to shapeshift and travel through dimensions, and his robot minion X-PO (Joel McHale) seek the twelve Foundation Elements, the cornerstones of time and space itself, in a bid to merge all the dimensions into one under Vortech's control. These elements, such as the ruby slippers, the One Ring, the flux capacitor, the Palantír, the PKE meter, and kryptonite, were scattered across the dimensions a long time ago, but gathered together at Foundation Prime's palace can unlock the Foundation of All Dimensions, an artifact that grants the user the power to control all of the dimensions. When X-PO voices his doubts about Vortech's plot, Vortech decides that he no longer needs him and banishes him to the dimensional void Vorton, ignoring X-PO's warning of the risk in harnessing the elements. Unfortunately for Vortech, his own body cannot handle too many more dimensional jumps, forcing him to open vortexes to the different dimensions and recruits their villains to help him search for the elements while imprisoning the heroes pulled through them. These actions damage the boundaries between the dimensions, causing them to merge and characters to be displaced.
When Robin (Scott Menville), Frodo (Elijah Wood), and MetalBeard (Nick Offerman) are pulled into the vortexes, each unknowingly in possession of one of the elements, Batman (Troy Baker), Gandalf the Grey (Tom Kane), and Wyldstyle (Elizabeth Banks) all jump in after them. The three get pulled into the same vortex and appear on Vorton, where the vortex generator they came out of explodes, prompting them to rebuild it. Aided by X-PO, the three use the generator to travel through the dimensions and search for the Foundation Elements and the five missing Keystones that power the generator (Shift, Chroma, Elemental Phase, Scale, and Locate) hoping to find their missing friends and thwart Vortech's plot. Along their journey, they meet and assist the various heroes of the dimensions they visit, such as Dorothy Gale (Laura Bailey), Homer Simpson (Dan Castellaneta), Dr. Emmett Brown (Christopher Lloyd), Wheatley (Stephen Merchant), and Scooby-Doo (Frank Welker) while fighting numerous villains, including the Wicked Witch of the West (Courtenay Taylor), Lord Business (Nolan North), Joker (Christopher Corey Smith), Master Chen (William Salyers), Saruman the White (Roger L. Jackson), Daleks (Nicholas Briggs), Lex Luthor (Travis Willingham), Riddler (Roger Craig Smith), Two-Face (Baker), Sauron (Steve Blum), General Zod (North), as well as Vortech himself twice. However, Vortech eventually realizes that X-PO is helping them. The heroes travel to Foundation Prime to find their friends and fight Vortech, but it turns out to be a diversion, allowing his lackeys to infiltrate Vorton and retrieve the trio's Foundation Elements in their absence. With all of the elements collected, Vortech unlocks the Foundation of All Dimensions (which is a green Lego plate) and is imbued with near-unlimited power. He merges Robin, Frodo, MetalBeard, and a piece of himself into a giant mutant known as the Tri, (Menville, Wood, and Offerman) and sends it to wreak havoc on the trio's home dimensions. Fearing that a failure could lead to a transformation into a similar mutant, Vortech's lackeys bail out on him.
The heroes free their friends from inside the Tri and destroy the Vortech piece, causing it to implode. After the Tri's defeat, Batman realizes that they will need all the help they can get to defeat Vortech, leading them to recruit the Twelfth Doctor (Peter Capaldi), Mystery Inc., the Ghostbusters, the space ship Defender, and GLaDOS (Ellen McLain) to their cause. While the Doctor, GLaDOS, and X-PO work on a plan to seal Vortech in a rift loop, the heroes head to Foundation Prime, fighting him along the way. With their allies' help, they are able to neutralize the Foundation of All Dimensions, which causes Foundation Prime's palace to collapse, infuriating Vortech. He grows to an enormous size and attacks the trio, but the Doctor is able to manipulate the portal technology and sucks all of them into a rift loop. Using special devices he, GLaDOS, and X-PO designed, the heroes are able to seal Vortech in an endless rift prison for all eternity, saving the multiverse.
In a post-credits scene, an unknown figure finds a piece of Vortech's body in the remains of Foundation Prime's palace. He accidentally picks it up and instantly becomes corrupted, yelling in pain as he converts into a Vorton being. Vortech's laughter is heard as the scene fades out, suggesting that the figure has been transformed into another version of Vortech.

## Сприйняття
| Агрегатор  | Оцінка                                    |
| ---------- | ----------------------------------------- |
| Metacritic | (PS4) 80/100 (XONE) 80/100 (Wii U) 62/100 |

| Видання       | Оцінка  |
| ------------- | ------- |
| Destructoid   | 7.5/10  |
| Game Informer | 8.75/10 |
| GameSpot      | 8/10    |
| GamesRadar+   | [ 19 ]  |
| IGN           | 7.7/10  |
| Nintendo Life | [ 21 ]  |
| Polygon       | 8/10    |
| The Guardian  | [ 23 ]  |
| USgamer       | 1.5/5   |

Lego Dimensions отримала «загалом схвальні відгуки», згідно з агрегатором рецензій Metacritic.. IGN оцінили її на 7,7 балів з 10, сказавши: «Lego Dimensions ' чудові персонажі та кумедні відсилання постійно викликають у мене велику дурнувату посмішку на обличчі». GameSpot оцінили її на 8.0 балів, сказавши: «У будь-якій грі в жанрі „ toys-to-life“ іноді виникає невисловлене питання: це також чудова іграшка чи просто чудова гра? У випадку з Lego Dimensions відповідь проста: це і те, і інше». Вони також високо оцінили розділи гри з відкритим світом, заявивши, що «хоча вони не мають такого ж рівня складності, як основна гра, вони додають ще кілька годин до загального досвіду.». Polygon оцінили гру на 8 з 10, сказавши: «Якщо інноваційний дизайн гри просуває вперед те, що означає поєднувати іграшки та ігри в єдиний досвід, то сценарій і готовність обох компаній глибоко покопатися у своїх сховищах, об'єднують всю гру разом». Good Game: Spawn Point Ведучі Bajo та Hex поставили грі 3 бали з 5. Вони високо оцінили головоломки та механіки, зазначивши, що це, можливо, їхня улюблена гра з Lego. Однак вони піддали жорсткій критиці модель ціноутворення. Вони підсумували, що це «погана ціна», зазначивши, що останні кілька ігор Lego були «майже такими ж хорошими, як і ця», але гравці можуть грати своїми великими рострами персонажів без необхідності купувати дорогі доповнення».

### Продажі
У Великій Британії та Ірландії Lego Dimensions за перший тиждень продажів посіла 2 місце в чартах продажів. Продажі перевищили показники першого тижня продажів інших конкурентів 2015 року — Skylanders: Superchargers та Disney Infinity 3.0 — у порівнянні з першими тижнями продажів ігор-конкурентів.

### Нагороди
| Нагорода                    | Категорія            | Результат |
| The Game Awards 2015        | Найкраща сімейна гра | Номінація |
| 19th Annual D.I.C.E. Awards | Сімейна гра року     | Номінація |
| Дитяча премія БАФТА         | Гра                  | Перемога  |

## Зовнішні поссилання
- Official website [Архівовано 10 серпня 2015 у Wayback Machine.]
- Lego Dimensions на сайті IMDb (англ.)